# Леблан-Буше, Анук
Анук Леблан-Буше (фр. Anouk Leblanc-Boucher; 21 октября 1984 года в Превосте, провинция Квебек) — канадская конькобежка, специализирующаяся в шорт-треке. Серебряный и бронзовый призёр Олимпийских игр 2006 года.  3-хкратная призёр чемпионатов мира.

## Спортивная карьера
Анук начала кататься на коньках в возрасте 9 лет в Монреале. В ноябре 2001 года на тренировке она впервые сломала правую лодыжку, потребовалась операция по вставке в неё винта. Впервые на международной арене она появилась в 2003 году, когда участвовала на юниорском чемпионате мира и заняла 8-е место в эстафете. Её тренерами были Марк Ганье и Себастьян Крос в клубе "CPV Монреаль-Интернэшнл". На следующий год в Пекине выиграла юниорскую золотую медаль на 500 метров, а в многоборье стала 4-й, тогда же она попала в национальную сборную. В 2005 году уже на взрослом уровне Анук участвовала на командном чемпионате мира в Чхунчхоне, где с командой выиграла бронзу в составе Тани Висент, Калины Роберж, Аланны Краус и Аманды Оверленд. В том же году на Кубке мира взяла третье место на 500 м и бронзу в эстафете.
Самым успешным оказался 2006 год. Будучи студенткой экологического факультета Монреальского Университета Квебека в феврале на Олимпийских играх в Турине на дистанции 500 метров Анук противостояли две китаянки Ван Мэн и Фу Тяньюй, а также болгарка Евгения Раданова. Изначально борьбу за 1-е место повели Ван Мэн и Раданова, в которой китаянка оказалась быстрее, выиграв на финишной черте пол конька. А во второй паре Анук Леблан-Буше оказалась быстрее Фу Тяньюй, которую позже дисквалифицировали за раннее нарушение. Эта была первая Олимпийская медаль для Анук. В эстафете она помогла команде занять 2-е место, уступив только Южной Корее. В марте на чемпионате мира в Миннеаполисе завоевала серебряную медаль в эстафете в прошлогоднем составе. Следом на командном чемпионате мира в Монреале выиграла вновь бронзовую медаль, как и в прошлом году. В октябре на этапе Кубка мира в Чанчуне в эстафете заняла 3-е место. Анук была уже беременна и поэтому завершила выступления, её заменила Анна Мальте.

## Жизнь после спорта
В конце 2006 года Анук Инглиш вместе с мужем Томасом Инглишем переехали в деревню Аппертон в провинции Нью-Брансуик, где 23 июня 2007 года родила сына Уильяма, через 3 месяца она приступила к тренировкам в национальном центре Мориса Ришара, думая об играх 2010 года. Её постоянные нагрузки истощили её тело, что не позволяло набрать полноценный вес, а в феврале 2008 года сломала в очередной раз лодыжку, которая похоронила надежды на Олимпийские игры 2010 года. В 2009 году начала работать личным тренером в GoodLife Fitness в Сент-Джоне, до 2011 года годах она родила ещё двух детей Бена и Стеллу. После декретного отпуска зимой 2013 года Анук пригласили тренером в клуб конькобежного спорта Сент-Джона. В 2014 году, наблюдая за Олимпийскими играми в Сочи Анук вновь проявила интерес к соревнованиям и начала искать финансирование для подготовки к следующей Олимпиаде в Пхёнчхане. В феврале 2014 года она дала объявление о продаже своих коньков за 7000 долларов и Олимпийской серебряной медали не меньше, чем за один миллион долларов. В марте ей сообщили, что продавать медаль и коньки не надо, так как её реклама коньков Kijiji привела к предложению спонсора помочь финансировать возвращение Анук на Олимпийские игры в Пхёнчхане. После она планировала приступить к тренировкам в новом Олимпийском сезоне. Анук Леблан-Буше не смогла отобраться на игры в Пхёнчхан, пропустив вперёд молодых конькобежцев.

## Награды
- 2004 год - названа спортсменкой года среди женщин по шорт треку Федерации конькобежного спорта Квебека
- 2006 год - названа лучшей спортсменкой года Канады по шорт-треку